# Syntonarcha iriastis
Syntonarcha iriastis är en fjärilsart som beskrevs av Edward Meyrick 1890. Syntonarcha iriastis ingår i släktet Syntonarcha och familjen Crambidae. Inga underarter finns listade i Catalogue of Life.